# Аннино (Судогодский район)
Аннино — деревня в Судогодском районе Владимирской области России, входит в состав Лавровского сельского поселения.

## География
Деревня расположена на берегу реки Войнинга в 14 км на север от центра поселения деревни Лаврово и в 18 км на север от райцентра города Судогда.

## История
В XIX — первой четверти XX века деревня входила в состав Даниловской волости Судогодского уезда, с 1926 года — в составе Судогодской волости Владимирского уезда. В 1859 году в деревне числилось 7 дворов, в 1905 году — 15 дворов, в 1926 году — 19 хозяйств.
С 1929 года деревня входила в состав Исаковского сельсовета Судогодского района, с 1954 года — в составе Чамеревского сельсовета, с 2005 года — в составе Лавровского сельского поселения.

## Население
| 1859 | 1905 | 1926 |
| ---- | ---- | ---- |
| 50   | 79   | 91   |

| 1859 | 1905 | 1926 | 2002 | 2010 | 2021 |
| ---- | ---- | ---- | ---- | ---- | ---- |
| 50   | ↗79  | ↗91  | ↘3   | ↘0   | ↗2   |